# 湖上芽映
湖上 芽映（こじょう めばえ、10月1日  - ）は日本の女優、ボーカリスト、ボイストレーナー。元OSK日本歌劇団の娘役スター。東京都文京区出身。煌みちるなどの相手役を務めた。

## 略歴
- 1988年、日本歌劇学校入学。63期生。
- 1989年、あやめ池春季公演『100万回生きたねこ』に舞台実習出演。
- 1990年3月、近鉄劇場公演『大津皇子』で初舞台。4月頃、OSK日本歌劇団に次席入団。同期に安希つかさ、志乃舞優、水無月じゅん、若葉こずえ、大咲せり花、紅千鶴ら。
- 1998年11月23日、あやめ池秋季公演『薔薇の街のロマンス』をもって退団。退団後は舞台女優、ボーカリスト、ボイストレーナーとして活動。

## 主な舞台
- 1989年：あやめ池春季『100万回生きたねこ』  ※舞台実習
- 1990年：近鉄劇場『大津皇子』  ※初舞台
- 1991年：あやめ池春季『SANZO』鈴
- 1991年：あやめ池夏季『ビートハリケーン』
- 1992年：近鉄劇場『Dancing  Wave ARABESQUE』
- 1992年：あやめ池夏季『シンドバッドの冒険』アミーナ
- 1993年：あやめ池春季『ファンタジアランド』オト
- 1993年：近鉄劇場『エル・アモール』マリア
- 1994年：あやめ池春季『ダンシング・ドリーム』
- 1995年：あやめ池春季『ロックン桃太郎』ヒカル
- 1995年：近鉄小劇場『エンジェル・キス』アンジェラ
- 1996年：近鉄劇場、名古屋市民会館『レディ・アンをさがして』レディ・アン
- 1997年：近鉄劇場『上海夜想曲』沈青霞
- 1997年：あやめ池秋季『オール・ザッツ・ラテン』
- 1998年：近鉄劇場『ニューオーリンズの賑わい!』ヤス
- 1998年：あやめ池秋季『薔薇の街のロマンス』サラ ※退団公演
- 2002年：アートスフィア劇場、サンシャイン劇場、新神戸オリエンタル劇場『TWINS 二人のライザ』
- 2002年：帝国劇場、梅田コマ劇場『チャーリー・ガール』
- 2002年：帝国劇場、中日劇場、博多座『キス・ミー・ケイト』
- 2019年：新国立劇場『姫神楽』イザナミ